# اقتل بيل الجزء 2
اقتل بيل: الجزء الثاني (بالإنجليزية: Kill Bill Volume 2)‏ فيلم حركة أُنتِجَ في الولايات المتحدة وصدر في سنة 2004. الفيلم من إخراج كوينتن تارانتينو وكتابة كوينتن تارانتينو. الفيلم يعد الجزء الثاني من فيلم اقتل بيل.

## طاقم التمثيل
- أوما ثورمان
- ديفيد كارادين
- لوسي لو
- فيفيكا ا. فوكس
- مايكل مادسن

## الحبكة
قبل أربع سنوات من أحداث اقتل بيل: الجزء الأول، تتدرب العروس الحامل وعريسها على زفافهما. يأتي بيل، وهو حبيب العروس السابق ووالد طفلها وقائد فرقة الأفعى القاتلة للقتل المأجور، إلى تدريب الزفاف بشكل غير متوقع ويأمر الأفاعي القاتلة بقتل الجميع في حفل الزفاف. يُطلق بيل النار على العروس في الرأس، لكنها لا تموت وتقسم على الثأر.
في الوقت الحاضر، تقتل العروس الأفعى القاتلة «أو رين آيشي» وفيرنيتا غرين بالفعل. تذهب إلى مقطورة شقيق بيل والأفعى القاتلة باد لتخطط لكمين له. حذر بيل باد من أنها قد تأتي. يطلق عليها باد من بندقيته غير القاتلة من الملح الصخري ويشلّ حركتها. يتصل بإيلي درايف، وهي أفعى قاتلة سابقة أيضًا، ويخطط لبيعها سيفَ العروس الفريد من نوعه الذي تُقدر قيمته بمليون دولار. يضع العروس ضمن تابوت مغلق ويدفنها حية.
قبل عدة سنوات، يخبر بيل العروس الشابة عن سيد فنون الدفاع عن النفس الأسطوري باي ماي وتقنيته ذات النقاط الخمس التي تسبب انفجار القلب، وهي ضربة قاتلة يرفض ماي تعليمها لطلابه، إذ إنها تسبب موت أي خصم بعد خمس ثوانٍ من تطبيقها. يأخذ بيل العروس إلى معبد ماي للتدريب. يسخر ماي منها ويخضعها للعذاب، لكنها تكتسب احترامه في النهاية. تستخدم العروس تقنيات ماي في الوقت الحاضر لاختراق التابوت وتحفر المخرج بمخالبها.
تصل إيلي إلى مقطوعة باد وتقتله بمامبا سوداء مخبأة بين الأموال التي كانت مخصصة لشراء السيف. تتصل ببيل وتخبره أن العروس قتلت باد وأنها قتلت العروس، مستخدمةً اسم العروس الحقيقي: بياتريكس كيدو. عند خروج إيلي من المقطورة، تنصب لها العروس كمينًا وتتصارعان. أعلمت إيلي العروس أنها سممت ماي، الذي درب إيلي أيضًا، انتقامًا منه لاقتلاع عينها. تقتلع بياتريكس الغاضبة عين إيلي الأخرى وتتركها تصرخ في المقصورة مع المامبا السوداء.
في أكونا في المكسيك، تجتمع العروس مع قواد متقاعد اسمه إيستيبان فيايو، والذي يساعدها على إيجاد بيل. تتعقبه إلى فندق، وتكتشف أن ابنتها بي. بي. لا تزال على قيد الحياة وقد بلغت عامها الرابع الآن، وتقضي الأمسية معهم. بعد أن تضع بي. بي. في السرير، يطلق بيل سهم الحقيقة على بياتريكس ويستجوبها. تستذكر بياتريكس المهمة التي اكتشفت خلالها أنها حامل وتشرح أنها تركت فرقة الأفاعي القاتلة لتؤمن حياة أفضل لابنتها. يوضح بيل أنه افترض أنها ماتت وحزن عليها مدة ثلاثة أشهر، وعندما اكتشف أنها حية ومخطوبة لأحمق ما، أمر بقتلها زعمًا منه أنه والد الطفل. تشل بياتريكس حركة بيل وتضربه مطبقًة تقنية ماي ذات النقاط الخمس التي كانت تحفظها سرًا. يعقد بيل سلامه معها، يسير لخمس خطوات، ثم يموت. تغادر بياتريكس مع بي. بي. لبدء حياة جديدة.

## الميزانية والإيرادات
بلغت تكلفة إنتاج الفيلم حوالي 30 مليون دولار بينما حقق أرباحا تقدر بـ 152,159,461 دولار.

## روابط خارجية
- الموقع الرسمي
- اقتل بيل الجزء 2 على موقع IMDb (الإنجليزية)
- اقتل بيل الجزء 2 على موقع ميتاكريتيك (الإنجليزية)
- اقتل بيل الجزء 2 على موقع الموسوعة البريطانية (الإنجليزية)
- اقتل بيل الجزء 2 على موقع روتن توميتوز (الإنجليزية)
- اقتل بيل الجزء 2 على موقع نتفليكس (الإنجليزية)
- اقتل بيل الجزء 2 على موقع قاعدة بيانات الأفلام العربية
- اقتل بيل الجزء 2 على موقع ألو سيني (الفرنسية)
- اقتل بيل الجزء 2 على موقع Turner Classic Movies (الإنجليزية)
- اقتل بيل الجزء 2 على موقع أول موفي (الإنجليزية)
- اقتل بيل الجزء 2 على موقع بوكس أوفيس موجو (الإنجليزية)